# Anatomia ludzkiej destrukcyjności
Anatomia ludzkiej destrukcyjności (ang. The Anatomy of Human Destructiveness) to tytuł antropologicznego i socjologiczno-psychologicznego dzieła o przypuszczalnych przyczynach ludzkiej gwałtowności, autorstwa Ericha Fromma, opublikowanego w 1973 r. w USA (w 1974 r. ukazało się niemieckie tłumaczenie; wydanie polskie ukazało się w roku 1998). W przedmowie określa je Fromm jako pierwszy tom obszernej pracy o teorii psychoanalitycznej. Zgodnie z tym, już sześć lat wcześniej, a więc w 1967, rozpoczął spisywanie pracy, włączając do rozważań rozliczną wiedzę z innych obszarów (neuropsychologia, psychologia zwierzęca, paleontologia, antropologia).

## Zawartość

### Terminologia i wprowadzenie
Jako destrukcyjność albo okrucieństwo definiuje Fromm „złośliwą agresję”, a więc specyficznie ludzką namiętność niszczenia i posiadania absolutnej kontroli nad istotą żyjącą – w odróżnieniu od „agresji niezłośliwej”, czyli obrony przed atakiem.
We wprowadzeniu mówi się, że stale zwiększająca się gwałtowność i destrukcyjność na całym świecie zwróciła uwagę zarówno specjalistów, jak i szerokiej publiczności, na teoretyczne badania istoty i przyczyn agresji. Fromm przyznaje się do perspektywy socjobiologicznej – pięć lat przed popularyzacją tego pojęcia przez Edwarda O. Wilsona i Richarda Dawkinsa. Fromm nie ma tu na myśli prymatu genetyki, lecz próby wyprowadzenia założeń dotyczących istoty człowieka i jego namiętności z anatomicznych, neurologicznych i fizjologicznych przesłanek, jak również z warunków życia dających się udowodnić antropologicznie.

### Wobec innych teorii agresji
W swym dziele zwraca się Fromm przeciw teorii agresji Konrada Lorenza, przeciw Zygmunta Freuda teorii „popędu śmierci” i przeciw teorii behawiorystów (dokładniej B.F. Skinnera), według której agresja jest wyuczona odruchowo w sytuacjach gdy odnosi skutek. Teorie te zreferowane są ogólnie (i dość selektywnie); teorii agresji Freuda jednak poświęca Fromm czterdziestostronicowy dodatek.

### Przyczynek do antropologii zabójstwa
Fromm wykorzystywał liczne studia zwierzęcych psychologów, paleontologów i antropologów, by zbadać, czy prawdziwa jest bardzo rozpowszechniona teza, że człowiek z natury jest „zwierzęciem drapieżnym” i mordercą i tylko „cienki pokost cywilizacji” z reguły odwodzi go od dawania upustu  łaknieniu krwi. Fromm dochodzi do wniosku, że teza ta jest nieprawdziwa. Według Fromma wiele przemawia raczej za tym że:
- człowiek posiada wrodzony mechanizm hamowania przed zabójstwem;
- ludzie pierwotni z biologicznego punktu widzenia nie byli mięsożercami, lecz wszystkożercami;
- nie ma związku między polowaniem a morderstwem lub wojną (jako umyślnym zabijaniem osobników tego samego gatunku);
- pierwotne kultury miały najczęściej charakter „afirmujący życie” albo przynajmniej „nie destrukcyjno-zaczepny”; że m.in. okrutne wojny zaczęły występować dopiero w cywilizowanych społeczeństwach ze zorganizowanym rolnictwem, przekształcaniem nadwyżki dóbr w kapitał i z podziałem pracy.

### Agresja niezłośliwa
Jako taką definiuje Fromm niezamierzoną agresję, agresję w zabawie i agresję w obronie ja, które  zbiera pod nadrzędnym pojęciem „pseudo-agresji”. Rozdział o agresji obronnej porusza tematy takie jak agresja i wolność, agresja i narcyzm, agresja i opór (we freudowskim sensie jako opór przeciw odkryciu tłumionych wewnętrznych motywów), agresję konformistyczną, instrumentalną i przyczyny wojny.

### Przyczyny wojny
Ten centralny dla argumentacji Fromma podrozdział stoi dokładnie między jego rozważaniami nad niezłośliwą agresją a rozważaniami nad agresją złośliwą, czyli właściwą destrukcyjnością. Spisana historia natury ludzkiej wskazuje – w tym byli Freud i Fromm zgodni – że wojny prowadzone są z powodu realnych konfliktów interesów, a nie z powodu wrodzonego popędu:
Babilończycy, Grecy i wszyscy mężowie stanu aż po nasze czasy planowali wojny z powodów, które  uważali za bardzo realistyczne; rozważali „za” i „przeciw” bardzo starannie, choć oczywiście także często mylili się w swych szacunkach. Kierowały nimi przy tym rozmaite motywy: ziemia, którą chcieli uprawiać, bogactwa, niewolnicy, surowce, rynki, ekspansja i obrona.
Dochodzi do tego fakt, że pierwotne społeczeństwa widocznie rzadziej i mniej destrukcyjnie prowadziły swe wojny w porównaniu ze społeczeństwami cywilizowanymi. Gdyby wojna powodowana była przez wrodzone destrukcyjne impulsy, relacja ta byłaby odwrotna. Tendencje humanitarne spowodowały jedynie przejściowy spadek liczby wojen w XIX stuleciu. Fromm przytacza tu tabelę Q. Wrighta (1965), według której europejskie mocarstwa przeprowadziły w XVI stuleciu 87 bitew, w XVII stuleciu 239 bitew, w XVIII stuleciu 781 bitew, w XIX stuleciu 651 bitew; a w latach 1900-1940 odbyło się 892 bitew.
Fromm przeprowadza następnie bardziej skrupulatną analizę I wojny światowej. Po obu stronach konfliktu istniały gospodarcze i polityczne powody do wojny. Obie strony musiały odwoływać się do samoobrony i poczucia wolności, by móc zmotywować swą ludność do przeprowadzenia wojny. W 1914 roku w Niemczech zbiorowego zapału wojennego wystarczyło jedynie na kilka miesięcy, a w 1939 roku, podczas wybuchu II wojny światowej, zupełnie go brakowało. 1917 i 1918 miały miejsce w Rosji, Francji i Niemczech masowe bunty zmęczonych wojną żołnierzy, którzy w Rosji i Niemczech ostatecznie doprowadzili nawet do rewolucji. Nie dałoby się tego wszystkiego wytłumaczyć przy założeniu, że przyczynę wojny stanowił wrodzony wojenny popęd.
Fromm wnika także w te aspekty, które dla szerszych kręgów ludności czynią wojnę do przyjęcia lub nawet atrakcyjną: głęboki szacunek przed autorytetem, ucieczka od nudy i zwyczajności codziennego trybu życia, pewne formy koleżeńskiej solidarności, które odróżniają się pozytywnie od codziennej rywalizacji z czasów pokoju; fakt że dopiero wojna te dodatnie cechy uwydatnia, jest smutnym komentarzem do naszej cywilizacji.

### Natura człowieka
Jako przesłankę rozdziału o złośliwej agresji, próbuje Fromm zdefiniować kilka psychicznych właściwości, które znacznie odróżniają człowieka od innych naczelnych – jako tło dla tezy, że należy do nich także występująca jedynie u ludzi radość z zabijania i niszczenia: „Jedyne w swoim rodzaju  zjawisko towarzyszy człowiekowi, że może on być napędzany popędami mordowania i męczenia i że może przy tym odczuwać przyjemność. Człowiek jest jedyną istotą żyjącą, która może stać się mordercą i niszczycielem własnego gatunku, bez wyciągania z tego biologicznej czy ekonomicznej korzyści”. Fromm dochodzi do wniosku, że ścieżka rozwoju człowieka oddzieliła się od innych naczelnych w miejscu, gdzie determinacja zachowania przez instynkty osiągnęła punkt minimalny, a wzrost mózgu, zwłaszcza kresomózgowia, osiągnął maksimum.
Świadomość siebie, rozsądek i fantazje „zniszczyły” jednak harmonię, która znamionuje zwierzęcą egzystencję… Człowiek jest częścią natury, podlega jej fizycznym prawom, których nie może zmienić, choć przecież wykracza poza naturę. Jest od niej oddzielony, choć przecież jest jej częścią. Jest bezdomny, chociaż przywiązany do ojczyzny, którą dzieli z wszystkimi stworzeniami… Człowiek jest jedyną istotą żyjącą, która na łonie natury nie czuje się „u siebie”; jedyną istotą, która może czuć się wypędzona z raju; jedyną istotą żyjącą, dla której własna egzystencja jest problemem… Te sprzeczności przybierają na sile, gdy człowiek doświadcza siebie „jako jednostkę, a nie wyłącznie jako członka swego plemienia”. Wytwarzają one określone egzystencjalne potrzeby psychiczne, które – według Fromma – są wspólne wszystkim ludziom. Ponieważ u każdego człowieka są one zaspokajane inaczej, wyłaniają się różne charaktery z różnymi namiętnościami.
W następnym rozdziale referuje Fromm sześć egzystencjalnych potrzeb człowieka ze swego dzieła The Sane Society (Der moderne Mensch und seine Zukunft, 1955/1960), które stanowić mogą źródła  namiętności. Są to potrzeby: układu odniesienia i czci, zakorzenienia, jedności, wywierania wpływu, pobudzenia i stymulacji (z odpowiednikami nudy i chronicznego przygnębienia) oraz dążenie do ukształtowania charakteru.

### Destrukcyjność spontaniczna
Fromm odgranicza samorzutne wybuchy destrukcyjności, czyli spontaniczne masakry, jakie zdarzyły się w wielu nowoczesnych wojnach, od destrukcyjnego charakteru. Pierwsze są wynikiem drzemiących destrukcyjnych impulsów, które mobilizowane są przez nagłe traumatyczne zdarzenia, w przeciwieństwie do czego destrukcyjny charakter jest źródłem stale wypływającej energii.
Do spontanicznej destrukcyjności należą takie jej formy jak mściwa destrukcyjność (m.in. krwawa zemsta, według Fromma zakorzeniona w różnych kulturach z bardzo różną mocą) i ekstatyczna destrukcyjność, która ujawnia się w stanach transu. Istnieje też chroniczna forma ubóstwiania destrukcyjności i tu portretuje Fromm konserwatywnego prawicowego pisarza Ernsta von Salomona, który w 1922 roku brał udział w zamachu na życie Walthera Rathenau, jako kliniczny przypadek bałwochwalstwa zniszczenia.

### Sadyzm
Fromm odróżnia dwie formy destrukcyjnego charakteru: sadyzm i nekrofilię. Sadyzm definiuje on jako życzenie wyrządzania drugiej osobie fizycznego lub psychicznego bólu, upokarzania jej, krępowania, zmuszania do bezwarunkowego posłuszeństwa. Według Fromma, nieseksualne formy sadyzmu zdarzają się o wiele częściej niż seksualne. Uzewnętrzniają się one na przykład w znęcaniu się nad dziećmi, więźniami, niewolnikami, chorymi (przede wszystkim psychicznie chorymi) albo nad psami.
W krótkim studium portretuje Fromm Józefa Stalina jako kliniczny przypadek nieseksualnego sadyzmu. Przytacza kilka przypadków przekazanych przez Roja Aleksandrowicza Miedwiediewa – gruzińskiego socjologa i historyka, w których wyraźne jest, że Stalin przy prześladowaniu i mordowaniu rozkoszował się byciem zupełnie nieobliczalnym panem życia, śmierci i osobistej godności swych poddanych. Pozwolił, dla przykładu, aresztować brata członka biura politycznego Łazara Kaganowicza i delektował się przy tym, że Kaganowicz musi go pozdrawiać, pomimo uwięzienia brata.
Z przykładów tych wyprowadza Fromm istotę sadyzmu jako namiętności sprawowania absolutnej i nieograniczonej władzy nad istotą żyjącą. Modelowym przykładem sadysty w tym sensie jest postać Kaliguli w sztuce Alberta Camusa. Fromm przechodzi od szkicu tej namiętności do opisywanego przez Freuda „analno-tezauryzatorskiego charakteru“ i do „charakteru biurokratycznego“. Ich cechą wspólną jest, że w obawie przed pierwiastkiem nieobliczalności i niepewności w życiu swoim i bliźnich, rozwijają silne pragnienie zaprowadzania ścisłego porządku i utrzymania ścisłej kontroli we wszystkim, co żywe wokoło.
W szczegółowym 28-stronicowych studium portretuje Fromm Heinricha Himmlera jako kliniczny przypadek analno-tezauryzatorskiego sadyzmu. Studium to opiera się przede wszystkim na biografii Himmlera autorstwa Bradley F. Smith (Heinrich Himmler. A Nazi in the Making. Stanford 1971), która skupia się na latach młodzieńczych Himmlera. Jako przykład kluczowy przedstawia Fromm epizod,  w którym 21-letni Himmler nakazał śledzić narzeczoną starszego brata Gebharda z powodu jej rzekomych flirtów z innymi mężczyznami, a następnie na podstawie własnego osądu doprowadził do jej wykluczenia z rodziny. Fromm opisuje kilka innych przypadków, kiedy późniejszy SS-Führer potraktował podobnie podwładnych oficerów.

### Nekrofilia
Tradycyjnie rozumie się nekrofilię jako perwersyjny pociąg do stosunków płciowych ze zwłokami lub do rozćwiartowywania zwłok. Fromm przenosi to pojęcie na pewną strukturę charakteru. Pierwszym, który wpadł na ten pomysł, był hiszpański filozof Miguel de Unamuno, który określił okrzyk bojowy hiszpańskich faszystów z 1936 „Viva la muerte! (Niech żyje śmierć!)”, jako nekrofiliczny. Przeciwieństwo nekrofilii nazywa Fromm biofilią (miłością do żywego).
Fromm opisuje sześć nekrofilicznych snów różnych osób (w tym sen Alberta Speera, w którym Hitler kładzie przy pomnikach poległych żołnierzy szereg wieńców, mechanicznie i bez końca – Fromm interpretuje ten sen jako sen biofila o nekrofilii). Uderzające u nekrofilów jest, według Fromma, szczególne upodobanie dla odorów – pierwotnie do zapachu gnicia lub gnijącego mięsa. Język nekrofila zawiera przeważnie słowa odnoszące się do zniszczenia, ekskrementów czy toalety (choć tendencja może być odwrotna, czyli polegać na pedantycznym unikaniu tych skojarzeń, w przypadku silnych stłumień). Na podstawie takich spostrzeżeń, Fromm wraz z M. Maccoby rozwinęli kwestionariusz badawczy i doszli do wniosku, że tendencje biofiliczne i nekrofiliczne są wymierne i korelują silnie z politycznymi i społecznym położeniem badanych.
Nawiązując do Lewisa Mumforda, rozwija Fromm tezę, że nekrofilia często związana jest blisko z uwielbieniem techniki. Jak dowód cytuje szczegółowo fragment Manifestu futuryzmu – napisanego w 1909 przez włoskiego faszystę Filippo Tommaso Marinettiego – w tym wiersze:
„…wyjące auto … jest piękniejsze niż Nike z Samotraki… chcemy sławić wojnę – tę jedyną higienę świata – militaryzm, patriotyzm, zniszczenie anarchistów, piękne idee, dla których warto umrzeć i pogardę dla kobiet”. Następnie przedstawia Fromm rozmaite odniesienia do bombardowania, wojny atomowej oraz konstruowania robotów.
W swojej hipotezie dotyczącej kazirodztwa i kompleksu Edypa, próbuje Fromm sprowadzić fenomen nekrofilii do tradycyjnych kategorii psychoanalizy Zygmunta Freuda. Jego teza brzmi: Ludzie, którym nie udało się w dzieciństwie osiągnąć emocjonalnego czy nawet erotycznego stosunku do matki, mogą stać się w skrajnych przypadkach autystyczni; w mniej skrajnych przypadkach może ukształtować się zalążek nekrofilii – nie pociąga ich żywa matka lub podobne jej kobiety, lecz matka jedynie jako abstrakcyjny symbol (ojczyzny, krwi, rasy i tak dalej) narażony na zbrukanie, zabrudzenie. W ten sposób może powstawać ewentualne odniesienie do śmierci i zniszczenia.
Zamykając te rozważania, Fromm omawia paralele między jego parą przeciwieństw: biofilia – nekrofilia i Freuda parą przeciwieństw: instynkt samozachowawczy – popęd śmierci (Eros-Tanatos). Fromm: biofilia jest namiętna miłością do życia i wszystkiego co żywe; jest życzeniem przyczyniania się do wzrostu człowieka, rośliny, idei czy grupy społecznej. Podczas, gdy późny Freud uważał popęd życia i popęd śmierci za równorzędne zasady, postrzega Fromm biofilię jako biologicznie normalny impuls, natomiast nekrofilię uważa za zjawisko psychopatologiczne, za następstwo hamowanego wzrostu, duchowe kalectwo. W ujęciu Fromma, u większości ludzi występują zarówno biofiliczne, jak i nekrofiliczne tendencje, przy czym pierwsze z reguły przeważają. Fromm zachęca do zbadania rozkładu struktur charakteru (na przykład biofiliczych i nekrofilicznych tendencji) w społeczeństwie, przy pomocy metod podobnych do badań opinii publicznej.

### Adolf Hitler
Jeden z rozdziałów dzieła Fromma stanowi studium osobowości Adolfa Hitlera, klinicznego przypadku nekrofilii. Fromm opierał się przy tym na następujących dziełach o dzieciństwie (przede wszystkim) i młodości Hitlera:
- Bradley F. Smith: Adolf Hitler. His Family, Childhood and Youth. Stanford 1967
- Werner Maser: Adolf Hitler. Legende, Mythos, Wirklichkeit. München 1971
- August Kubizek: Adolf Hitler, mein Jugendfreund. Graz 1953

Fromm nie znalazł jednak w sprawozdaniach o dzieciństwie Hitlera żadnych dowodów na istnienie tego, co nazywał w swym teoretycznym przypuszczeniu kazirodczym związaniem ze śmiercią i destrukcyjnością. W rzeczy samej, liczne są wskazania, że Hitler jako dziecko i młodociany nie przezwyciężył nigdy dziecięcego narcyzmu i wolał raczej żyć w świecie fantazji, niż na przykład wysilać się w szkole. Doznawał w niej bowiem niepowodzeń i w wieku 15 lat interesował się wyłącznie grami wojennymi z innymi, najczęściej młodszymi, chłopcami, wśród których mógł odgrywać rolę dowódcy. Nie rozwijał żadnych produktywnych zainteresowań. Swej pasji do powieści Karola Maya oddawał się nawet w czasach, gdy stał na czele III Rzeszy.
Swoje niepowodzenia w szkole, jak również te późniejsze podczas zdawania egzaminu wstępnego na Wiedeńską Akademię Sztuk Pięknych, składał Hitler wyłącznie na barki rzekomo wrogo usposobionego otoczenia, któremu poprzysiągł nieprzejednaną zemstę. Nie był w stanie dostrzec własnego udziału w tych porażkach, przede wszystkim swojego lenistwa. Korzystał długo z pomocy finansowej matki, prowadząc żywot fircyka aż do czasu, gdy skończyły się pieniądze, a Hitler popadł w bezdomność. Dopiero wówczas, w skrajnej potrzebie, pogodził się z koniecznością pracowania – malował i sprzedawał pocztówki o małej wartości artystycznej. W schronisku dla bezdomnych odkrywał swój jedyny rzeczywisty talent – demagogię.
W dalszym ciągu tego biograficznego studium stara się Fromm wykazać, że Hitler nie tylko postępował destrukcyjnie, lecz że był do tego napędzany destrukcyjnym charakterem. Wiele wskazań w tym kierunku napotkał Fromm we wspomnieniach Alberta Speera, we wspomnianej biografii Wernera Masera, w dziele Percy Ernst Schramm o Hitlerze jako dowódcy wojskowym (1965) i w Rozmowach Przy Stole autorstwa Hitlera (wydane w r. 1965 przez H. Pickera) – w tym od przykładu jego często wyrażanych rozważań o planach zniszczenia pewnych miast, aż do przedstawionego przez Speera „rozkazu Nerona”.
Dalsze wskazania, które wylicza Fromm to: Hitlera paranoidalny strach przed syfilisem, jego nienawiść do Żydów jako obcych oraz wyraźna groźba ze stycznia roku 1942, że niemiecki naród będzie musiał zginąć, jeśli nie będzie potrafił zwyciężyć. Ernst Hanfstaengl przekazał dziwaczną historię z czasu około roku 1925: Zaproponował mianowicie Hitlerowi, by zwiedzić Londyn, wspominając także króla Henryka VIII. Hitler zgodził się, dopiero gdy dowiedział się, że może zobaczyć miejsce, gdzie na szafocie stracono dwie żony króla. W końcu, zwraca uwagę także osławiona nuda i jałowość jego monologów, które regularnie wygłaszał przed swymi gośćmi. Jednocześnie wyłania się obraz Hitlera jako zatwardziałego kłamcy i wprawnego aktora, który świetnie posiadł umiejętność ukrywania swej destrukcyjności poprzez każdorazowe dopasowywanie swego głosu i całości wystąpienia do konkretnej publiczności.
Fromm bada także inne aspekty osobowości Hitlera: jego krańcowy narcyzm oraz prawie przyjacielski stosunek do Alberta Speera; ogólny chłód i bezlitosność; jego stosunki z kobietami i (ledwo znane) życie seksualne; jego największe uzdolnienie – zdolność wywierania wrażenie na innych ludziach, która rzekomo powodowana była spojrzeniem jego zimno błyszczących oczu; talent aktorski; autentyczne oraz odgrywane napady furii; jego niezwykłą pamięć i konwersacyjny talent; szczególne kulturalne i artystyczne upodobania czy wreszcie jego miły, grzeczny i prawie nieśmiały sposób bycia, który Fromm uważa za cienką, lecz kompletną maskę. Do analizy włączona zostaje również jego miłość do psów.
Fromm omawia także powszechnie znaną sprzeczność między Hitlera kultem silnej woli a faktyczną słabością jego woli, jak również jego niedostateczny realizm. Fromm podsumowuje: Hitler był graczem, który grał  życiem wszystkich Niemców, podobnie jak swoim własnym. Prawdopodobnie przejawiał skłonności psychotyczne – być może były to tendencje schizofreniczne – nie był jednak „szaleńcem” w pełnym tego słowa znaczeniu, czyli nie cierpiał na psychozę ani paranoję.

### Epilog
W epilogu podkreśla Fromm, że sadyzm i nekrofilia, jak zostało wykazane, nie są wrodzone, a więc ich rozwój mógłby zostać poważnie ograniczony, gdyby współczesne warunki socjoekonomiczne zastąpić takimi, które sprzyjałyby zaspokojeniu autentycznych potrzeb i rozwojowi potencjalnych zdolności człowieka. Fromm krytykuje zarówno optymistów, wierzących w dogmat stałego postępu, jak i pesymistów: każdy, kto chce dowieść niegodziwości istoty ludzkiej, uzyskuje poklask tych, których złe postępowanie w ten sposób usprawiedliwia. Swoje stanowisko definiuje Fromm jako racjonalną wiarę w zdolność człowieka do uwolnienia się z pozornie fatalnego splotu okoliczności, który sam stworzył.

## Odbiór książki
Wybitnie interdyscyplinarne studium zawarte w dziele Fromma utrudniało jego odbiór na tle innych publikacji naukowej literatury fachowej. Inaczej miała się sprawa pośród piszących również z interdyscyplinarnej perspektywy badaczek feministycznych: Amerykańskie feministki, jak Mary Daly, podejmowały na przykład Fromma koncepcję nekrofilii, a przede wszystkim tezę o związku między apologią techniki i pogardą dla kobiet, który Fromm wykazał na przykładzie futurystycznego orędzia Marinettiego.
Amerykański antropolog David Shapiro i amerykańska biolog Evelyn Fox Keller podejmowali Fromma pojęcie nieseksualnego sadyzmu. Sadyzm, według Shapiro, jest szczególnym wyrazem krańcowej pogardy dla słabości i podatności na zranienie.
Niemiecki historyk Wolfgang Ruge przytoczył w 1990 w swej analizie stalinizmu, zgodnej z opracowaną przez Fromma diagnozą Stalina, pojęcie „klinicznego przypadku nieseksualnego sadyzmu“, w odniesieniu do relacji Stalina z Nikołajem Bucharinem w roku 1938. Brytyjski historyk Alan Bullock podjął w 1991 w podwójnej biografii Hitlera i Stalina tezę Fromma, że obydwu dyktatorów cechowała fiksacja narcystyczna.
Niemiecka historyk sztuki Gerlinde Volland przeniosła w swojej krytyce Filozoficznych Poszukiwań Źródeł Idei Wzniosłości i Piękna Edmunda Burke teorię sadyzmu Fromma i kategorie nekrofilii i biofilii na obecny u Burke’a dualizm męskiej zasady „wzniosłości” i kobiecej zasady „piękna”.

## Krytyka
Pochodzący z Wiednia amerykański psycholog Friedrich Hacker krytykuje w swym dziele Agresja – Brutalizacja Naszego Świata Fromma rozróżnienie między „niezłośliwą (obronną)“ i „złośliwą (sadystyczną, nekrofiliczną) agresją“ i zarzuca Frommowi wprowadzanie czarno-białych kategorii. Problemem, według Hackera, są otwarcie zaczepne działania, które przez sprawcę postrzegane są jako konstruktywne, lecz przez osobę, której dotyczą, odbierane są jako destrukcyjne. Pozostaje także niejasne, jak postrzega Fromm relacje między biologicznie ukształtowanymi instynktami a namiętnościami zakorzenionymi w charakterze.